# Dimitrovgrad (Rússia)
Dimitrovgrad é uma cidade da Rússia, o centro administrativo de um raion do Oblast de Ulianovsk.
A cidade recebi o seu nome em homenagem a Georgi Dimitrov.

## Esporte
A cidade de Dimitrovgrad é a sede do Estádio Torpedo e do FC Akademiya Dimitrovgrad, que participa do Campeonato Russo de Futebol. 